# Vit veckskivling
Vit veckskivling (Leucocoprinus cretaceus) är en svampart som först beskrevs av Pierre Bulliard (v. 1742–1793), och fick sitt nu gällande namn av Marcel Locquin 1945. Vit veckskivling ingår i släktet Leucocoprinus och familjen Agaricaceae. Arten är reproducerande i Sverige. Inga underarter finns listade i Catalogue of Life.